# Hapoel Jeruzalem FC
Hapoel Jeruzalem (Hebreeuws: מועדון כדורגל הפועל ירושלים, Mo'adon Kaduregel Hapoel Yerushalayim) is een Israëlische omnisportvereniging uit de stad Jeruzalem.
De club werd in de jaren 30 opgericht en werd al snel de toonaangevende club van Jeruzalem in het voetbal. Thuiswedstrijden werden in het Katamon Field Station gespeeld, tot de jaren 80, daarna verhuisde de club naar het YMCA Stadion en in de jaren 90 naar hun huidige thuishaven, het Teddystadion.
De club werd nooit kampioen en de beste prestatie in de competitie was de 3de plaats in 1973, dat jaar werd ook de beker binnen gehaald in de finale tegen Hakoah Maccabi Ramat Gan. In 1979 degradeerde de club uit de hoogste klasse en kon na één seizoen terugkeren. In 1983 volgde echter een nieuwe degradatie die ook weer gevolgd werd door een promotie. De club ging nog enkele keren op en neer tussen eerste en tweede. In 1998 werd wel nog de finale van de beker gespeeld tegen Maccabi Haifa. In 2007 degradeerde de club naar de derde klasse, maar kon na één seizoen terugkeren. Dit overkwam de club in 2011 nogmaals. 
De club speelde na degradatie in 2017 in de derde Liga. Op 30 augustus 2019 weigerde de Israëlische voetbalbond deelname aan de competitie als gevolg van ernstige financiële problemen. Op 9 augustus 2020 werd de club heropgericht toen Hapeol Katamon de rechten van de club overnam en zijn naam wijzigde in Hapoel Jeruzalem. Op 30 april 2020 keerde de club, na een afwezigheid van 21 jaar, terug in de hoogste divisie. 

## Erelijst
- Beker van Israël
  - Winnaar: 1973
  - Finalist: 1972, 1998

## Eindklasseringen vanaf 2000
| Seizoen | Competitie      | Niveau | Eindstand | Beker     | Opmerking                                                                                   |
| ------- | --------------- | ------ | --------- | --------- | ------------------------------------------------------------------------------------------- |
| 1999/00 | Ligat Ha'Al     | I      | 14        | 8e ronde  |                                                                                             |
| 2000/01 | Liga Leumit     | II     | 12        | 8e ronde  |                                                                                             |
| 2001/02 | Liga Artzit     | III    | 1         | 8e finale |                                                                                             |
| 2002/03 | Liga Leumit     | II     | 3         | 8e ronde  |                                                                                             |
| 2003/04 | Liga Leumit     | II     | 6         | 8e finale |                                                                                             |
| 2004/05 | Liga Leumit     | II     | 4         | 9e ronde  |                                                                                             |
| 2005/06 | Liga Leumit     | II     | 5         | 9e ronde  |                                                                                             |
| 2006/07 | Liga Leumit     | II     | 12        | 9e ronde  |                                                                                             |
| 2007/08 | Liga Artzit     | III    | 1         | 8e ronde  |                                                                                             |
| 2008/09 | Liga Leumit     | II     | 10        | 9e ronde  |                                                                                             |
| 2009/10 | Liga Leumit     | II     | 15        | 7e ronde  |                                                                                             |
| 2010/11 | Liga Alef       | III    | 1         | 8e finale |                                                                                             |
| 2011/12 | Liga Leumit     | II     | 6         | 8e finale |                                                                                             |
| 2012/13 | Liga Leumit     | II     | 4         | 7e ronde  |                                                                                             |
| 2013/14 | Liga Leumit     | II     | 12        | 7e ronde  |                                                                                             |
| 2014/15 | Liga Leumit     | II     | 9         | 7e ronde  |                                                                                             |
| 2015/16 | Liga Leumit     | II     | 14        | 7e ronde  |                                                                                             |
| 2016/17 | Liga Leumit     | II     | 15        | 8e finale |                                                                                             |
| 2017/18 | Liga Alef-Noord | III    | 6         | 6e ronde  |                                                                                             |
| 2018/19 | Liga Alef-Noord | III    | 15        | 5e ronde  |                                                                                             |
| 2019/20 |                 |        |           |           | Kreeg geen licentie. Ontbonden op 26-2-2020.                                                |
| 2020/21 | Liga Leumit     | II     | 2         | 8e finale | Licentie overgenomen door Hapoel Katamon op 9-9-2020 en naam veranderd in Hapoel Jeruzalem. |
| 2021/22 | Ligat Ha'Al     | I      | 12        | 8e ronde  |                                                                                             |
| 2022/23 | Ligat Ha'Al     | I      | 4         | 8e ronde  |                                                                                             |
| 2023/24 | Ligat Ha'Al     | I      | 7         | 8e finale |                                                                                             |
| 2024/25 | Ligat Ha'Al     | I      | 7         | 8e ronde  |                                                                                             |
| 2025/26 | Ligat Ha'Al     | I      | .         |           |                                                                                             |

## Bekende (oud-)spelers
- Olubayo Adefemi
- Tomer Altman
- Ilan Boccara
- Jelle Duin

## Bekende (oud-)trainers
- Yossi Mizrahi

MS Asjdod · 
Beitar Jeruzalem ·
Hapoel Beër Sjeva · 
Ihoud Bnei Sachnin ·
Hapoel Haifa · 
Hapoel Ironi Kiryat Shmona · 
Hapoel Jeruzalem FC ·
Hapoel Petach Tikwa ·
Hapoel Tel Aviv ·
Ironi Tiberias ·
Maccabi Bnei Reineh FC ·
Maccabi Haifa ·
Maccabi Netanja ·
Maccabi Tel Aviv FC